# Etymologie von Unternehmensnamen
Die Etymologie von Unternehmensnamen ist die Untersuchung der sprachlichen Herkunft von Firmen.
Bis 1998 durfte in Deutschland die Firma eines Unternehmens keine Phantasiebezeichnungen (Phantasiefirma) sein, sondern mussten entweder auf den Namen des Unternehmensinhabers oder eines Gesellschafters (Namensfirma) oder den Tätigkeitsbereich bzw. das Produkt (Sachfirma) zurückführbar sein. Dies wurde erst durch das Handelsreformgesetz von 1998 geändert. Um in der Wahl nicht allzu sehr eingeschränkt zu sein, wurden viele Mittel eingesetzt. Audi ist z. B. die Übersetzung der Bedeutung des Namens des Inhabers Horch ins Lateinische. Auch wurde häufig auf die Verwendung von Akronymen zurückgegriffen. So ist der Name Haribo eine Verkürzung von Hans Riegel Bonn. Wenn eine solche Verkürzung ein anderes sinnvolles Wort ergibt, hat man ein Apronym. Ein Beispiel ist die SPAR-Gruppe, die ihren Namen dadurch erhielt, dass bei der Unternehmensgründung das niederländische Motto „Door Eendrachtig Samenwerken Profiteren Allen Regelmatig“ (dt. „Vom gemeinsamen Handeln profitieren wir alle.“) als Grundlage hatte, und dann zum Apronym „DE SPAR“ (dt. „die Tanne“) verkürzt wurde. Obwohl dieser Name denotativ auf Niederländisch eine Tanne bezeichnet, wird sie im deutschen konnotativ als eine Bezeichnung für preisgünstig verstanden.
Markennamen greifen teilweise auch auf Onomatopöie zurück, um den Klang des Namens mit einer Eigenschaft des Produktes zu assoziieren. Im Wettkampf verschiedener Marken untereinander kommt es auch zur Verwendung von Imitationen. So erinnern die Frühstückscerealien Fruit Pops an die Originale Frooty Loops. Markenrechtlich nicht erlaubt sind Homophone, die trotz einer anderen Schreibweise exakt gleich mit einer anderen Marke klingen. In der Presse bekannt wurde der Fall Microsoft vs. Mike Rowe Soft. Wenn der Gleichklang nicht mit einer anderen Marke besteht, wie z. B. Vileda (vgl. „wie Leder“), gibt es keine rechtliche Einschränkung.
Seit den Fusionswellen zum Jahrtausendwechsel sind auch Kombinationen zweier Firmen nicht selten, z. B. Daimler-Chrysler. In letzter Zeit treten sogenannte Paronyme verstärkt auf. Hierbei wird ein regulärer Begriff einer Sprache durch Phantasie-Elemente markenrechtlich verwendbar gemacht. In Almsana lassen sich z. B. die Begriffe Alm und Sahne erkennen. Eine weitere Methode ist die Übersetzung eines Begriffs in eine andere Sprache, wie z. B. Pampers (vgl. engl. „to pamper“ = verwöhnen).
Die letzte Stufe stellt die absolute Phantasiebezeichnung dar, ohne jegliche Referenz auf Personen, Sachen, anderen Marken etc. Doch auch wenn ein Unternehmensname keine beabsichtigte Etymologie hat, sollte ein Unternehmen dennoch überprüfen lassen, ob die Phantasiebezeichnung in anderen Sprachen eine Beleidigung darstellt. In unglücklichen Fällen kann dies sogar der Name des Inhabers sein, wie bei der Fleischmarkt Fuck GmbH oder der Metalldruckerei Günter Sucker GmbH.